# Ludovico Cattaneo
Ludovico Cattaneo OMI (* 30. Oktober 1872 in Saronno, Provinz Mailand, Italien; † 10. Juli 1936) war Bischof von Tursi-Lagonegro und später von  Ascoli Piceno.
Ludovico Cattaneo trat der  Ordensgemeinschaft Oblati Missionari di Rho an und wurde 1923 von Pius XI. zum Bischof von Tursi ernannt; 1928 erfolgte die Ernennung zum Bischof von Ascoli Piceno. Die Bischofsweihe spendete ihm Ernesto Maria Piovella.